# Torpeda Whitehead 3,55m x 45cm
Whitehead 3,55m x 45cm – pierwsza torpeda Whiteheada została zamówiona przez marynarkę amerykańską w 1891 roku jako „Whitehead 3,55m x 45cm”. Mark I weszła do służby w 1895 roku, rok później Mark II, zaś Mark III w roku 1898. Ostatnia z nich była pierwszą torpedą wyposażoną w żyroskop. Ogólnie w Stanach Zjednoczonych wyprodukowano 209 torped tego typu, na podstawie licencji udzielonej zakładom E.W. Bliss Company w Nowym Jorku. 